# Revolt del Cirerer
El Revolt del Cirerer és un revolt molt tancat de la carretera BP-1432, en el terme municipal de Bigues i Riells, al Vallès Oriental, en territori del poble de Riells del Fai.
Està situat en el punt quilomètric 20,160 d'aquesta carretera. El revolt salva una petita, però profunda vall d'un torrent subsidiari per la dreta del torrent del Villar que davalla del Serrat de les Fargues, damunt i a migdia de la Mà Morta.